# Naberejne, Halîci
Naberejne (în ucraineană Набережне) este un sat în comuna Dîteatîn din raionul Halîci, regiunea Ivano-Frankivsk, Ucraina.

## Demografie
Componența lingvistică a localității Naberejne
     Ucraineană (100%)
Conform recensământului din 2001, toată populația localității Naberejne era vorbitoare de ucraineană (100%).